# Bracon brachypterus
Bracon brachypterus es una especie de insecto del género Bracon de la familia Braconidae del orden Hymenoptera.

## Historia
Fue descrita científicamente por primera vez en el año 1959 por Martha L. Tobias.